# Schizofreniform störning
Schizofreniform störning är en psykossjukdom i DSM-5 där kriterierna för schizofreni är uppfyllda men där sjukdomsperioden inte nått de 6 månader som krävs för schizofrenidiagnos. För att klassas som schizofreniform störning ska symptomen ha varat i minst 1 månad, men inte längre än 6 månader. Kvarstår symptomen efter 6 månader ska diagnosen omvärderas och ersättas av diagnosen schizofreni. Av de personer som diagnostiseras med schizofreniform störning blir två tredjedelar senare diagnostiserade med schizofreni. Diagnosen är vanligare hos personer som har en familjemedlem med diagnosen schizofreni eller bipolär sjukdom. Enligt diagnossystemet ICD, som används i Sverige, skulle sjukdomen istället klassas som schizofreni.